# Domus Augustana
La Domus Augustana (o Augustiana) era la parte "privata" del palazzo di Domiziano sul colle Palatino. Fu la seconda ad essere costruita e corrisponde alla metà est del complesso. L'altra metà, di poco più antica, è occupata dalla Domus Flavia, la zona pubblica destinata alle funzioni ufficiali dell'imperatore, mentre sul lato est si trova lo Stadio palatino.

## Storia
L'enorme complesso occupò tutta la parte centrale del Palatino dalla fine del I secolo, sostituendo edifici più antichi, databili dalla Repubblica a Nerone. I lavori vennero diretti dall'architetto Rabirio, iniziati poco dopo l'81 (anno della salita al potere di Domiziano) e conclusi nel 92. Il complesso venne scoperto e scavato nel XVIII secolo, al quale seguirono presto veri e propri saccheggi che hanno irrimediabilmente compromesso lo stato dell'edificio.
Nell'antichità si era soliti chiamare Domus Augustana tutto il complesso dei palazzi imperiali, eccezion fatta per la Domus Tiberiana.

## Descrizione
La Domus Augustana, rispetto alla Domus Flavia, è molto più sviluppata longitudinalmente e articolata. Il confine tra le due parti del complesso non è particolarmente marcato ed è stata anche formulata l'ipotesi che solo la parte meridionale della Domus Augustana, quella a contatto con il Circo Massimo, fosse la residenza privata dell'imperatore e che il resto fossero altri ambienti di rappresentanza. Ad avvalorare questa tesi c'è anche la più netta divisione della parte meridionale dal resto e la possibilità che questa parte sia stata costruita in un secondo momento, ad opera di un architetto diverso da Rabirio, artefice della maggior parte del complesso domizianeo.
La parte settentrionale è la più danneggiata e pare che fosse organizzata attorno a un grande peristilio, posto in asse orizzontale con quello della Domus Flavia e decorato al centro da un bacino ornamentale. In questo bacino si innalzava su una sorta di isoletta un tempietto, accessibile tramite un ponticello, forse il tempio di Minerva al quale era particolarmente devoto Domiziano.
Gli ambienti più a nord sono così rovinati da rendere difficile anche la ricostruzione della pianta. Forse vi si trovava un terzo peristilio.
La parte meridionale è invece relativamente meglio conservata e disposta su un terrazzamento il cui piano terra è a un livello molto più basso del resto del palazzo, frutto di un taglio verticale che ha regolarizzato il declivio della collina. Nel piano inferiore si trova un cortile quadrato, originariamente circondato da un portico a due piani. Al centro di esso si trova una grande fontana decorata da un motivo a "pelte" (scudi amazzonici). Sia a nord che a ovest si aprono alcuni ambienti, mentre verso sud si apre la grande esedra, la cui parte esterna fa da facciata del palazzo sul Circo Massimo. Sul lato nord del cortile si aprono due grandi sale ottagonali, coperte con volte a padiglione e con le pareti mosse da nicchie alternativamente semicircolari o rettangolari. Tra queste due sale si trova un ambiente a base quadrata con esedre semicircolari ai lati e una nicchia rettangolare sul lato di fondo. I successivi ambienti posteriori a questo livello sono tagliati direttamente nella roccia. Sempre dal cortile, sul lato occidentale, si accede a una sala che sporge in parte sul cortile stesso ed è fiancheggiata da due grandi ninfei con vasche al centro. da sinistra una scalinata a due rampe porta al piano superiore.
Le sale al secondo piano, delle quali si conosce solo la pianta, non sono particolarmente ampie e presentano una pianta piuttosto complessa: qui è probabile che vivesse l'imperatore.
Un più piccolo edificio, non aperto al pubblico, situato a ovest dell'esedra della facciata della Domus Augustana e di epoca domizianea è stato identificato come il Paedagogium.

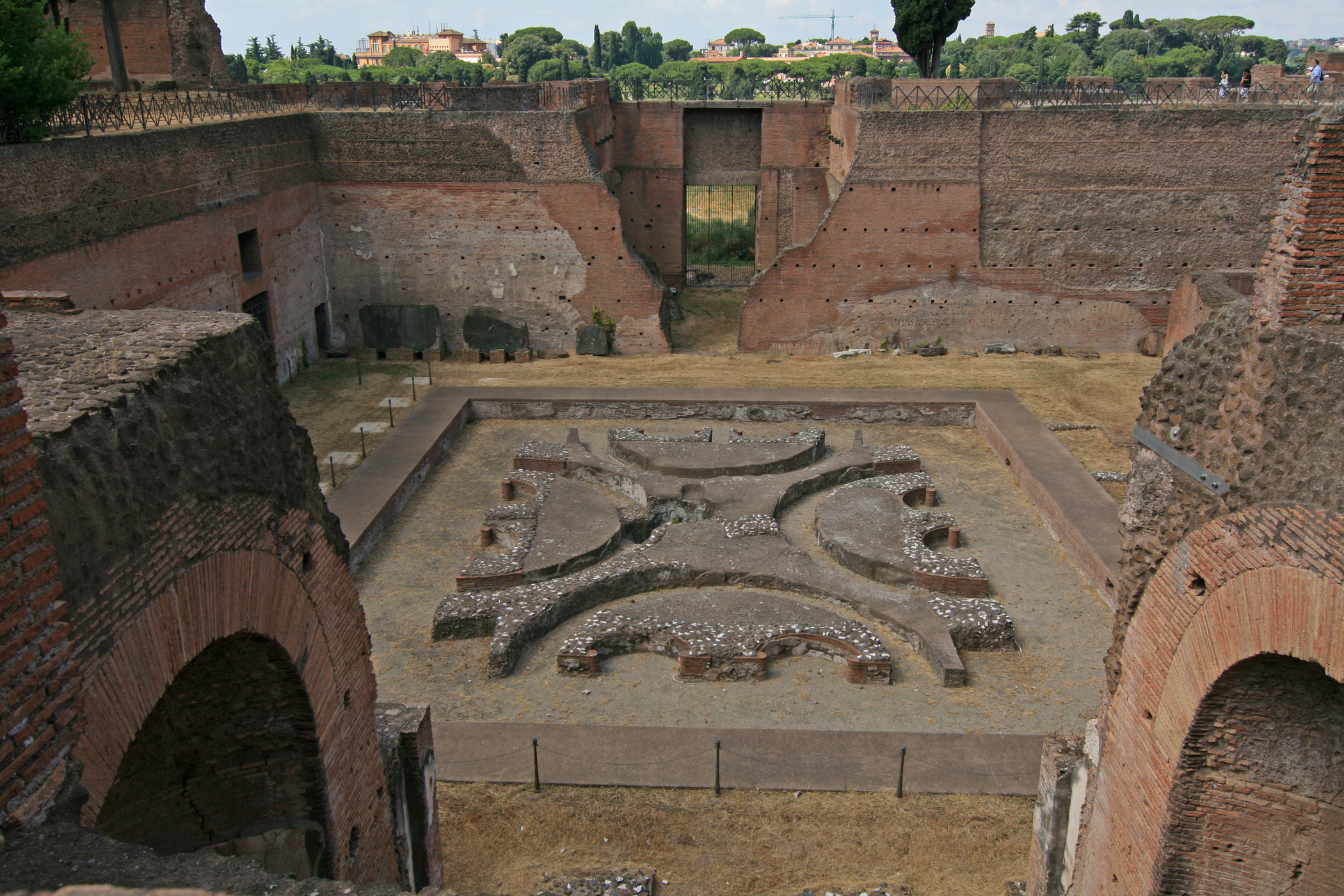
Il cortile quadrato
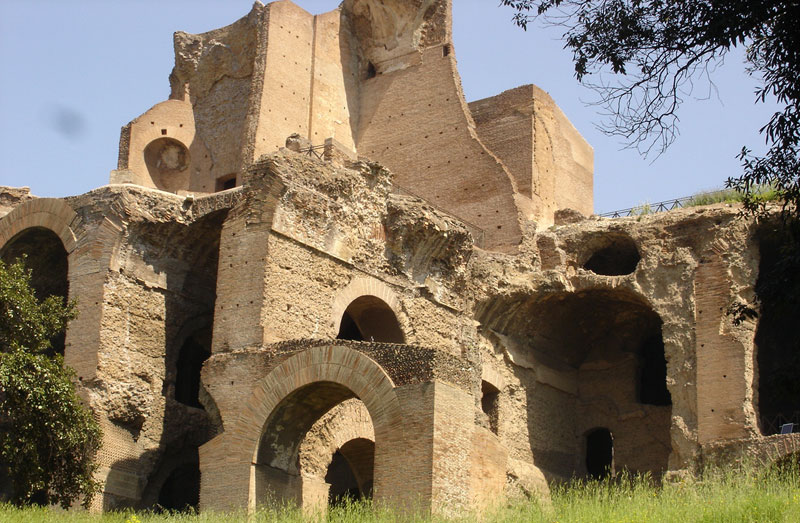
Veduta dei due livelli della zona meridionale
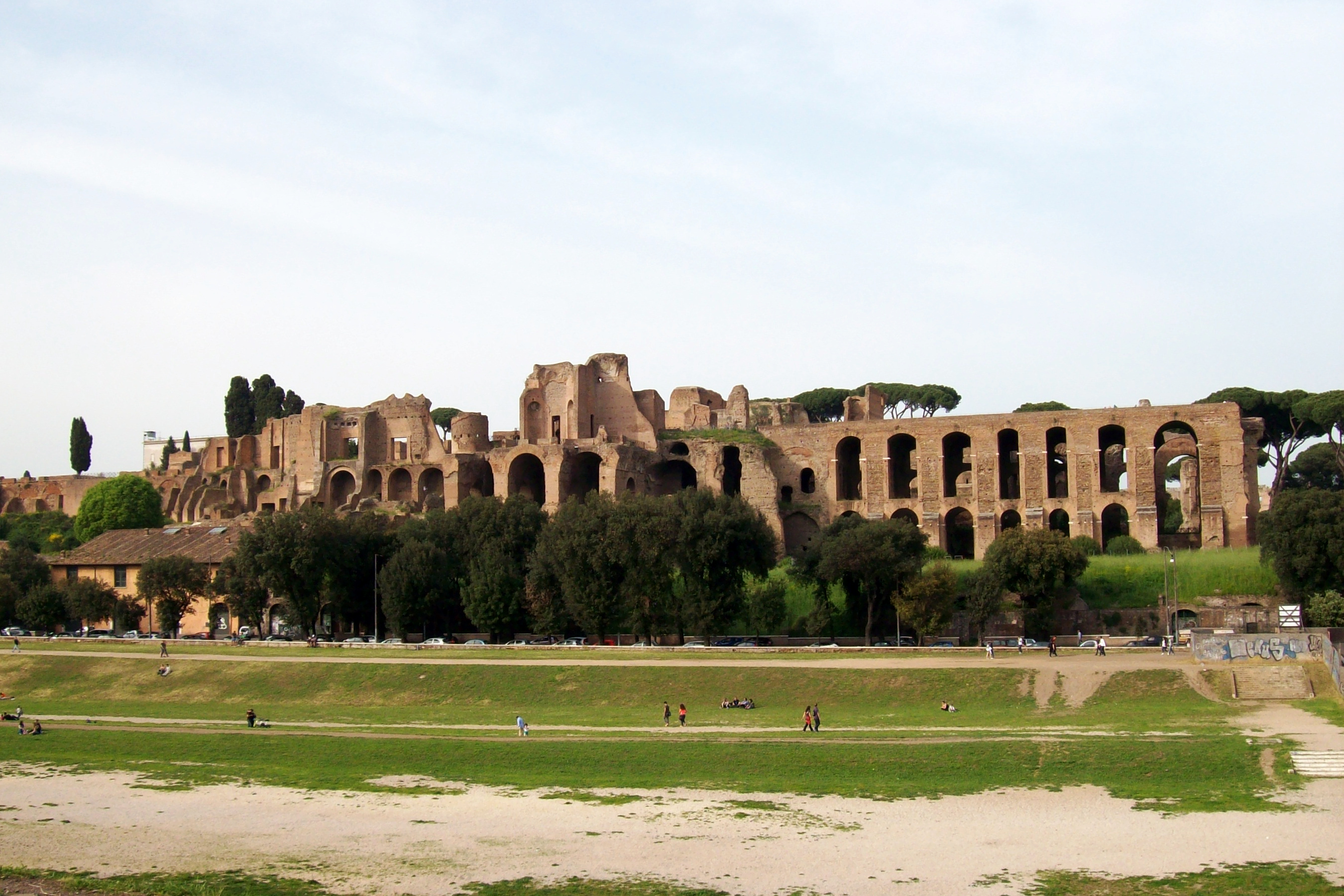
Vista della Domus dal Circo Massimo